# 접근마찰음
접근마찰음(接近摩擦音)은 마찰음과 접근음의 특징을 동시에 가지는 마찰음이다.
- [ʁ] 유성 구개수 마찰음
- [ʕ] 유성 인두 마찰음
- [ʢ] 유성 후두개 마찰음